# 洋畔锡永

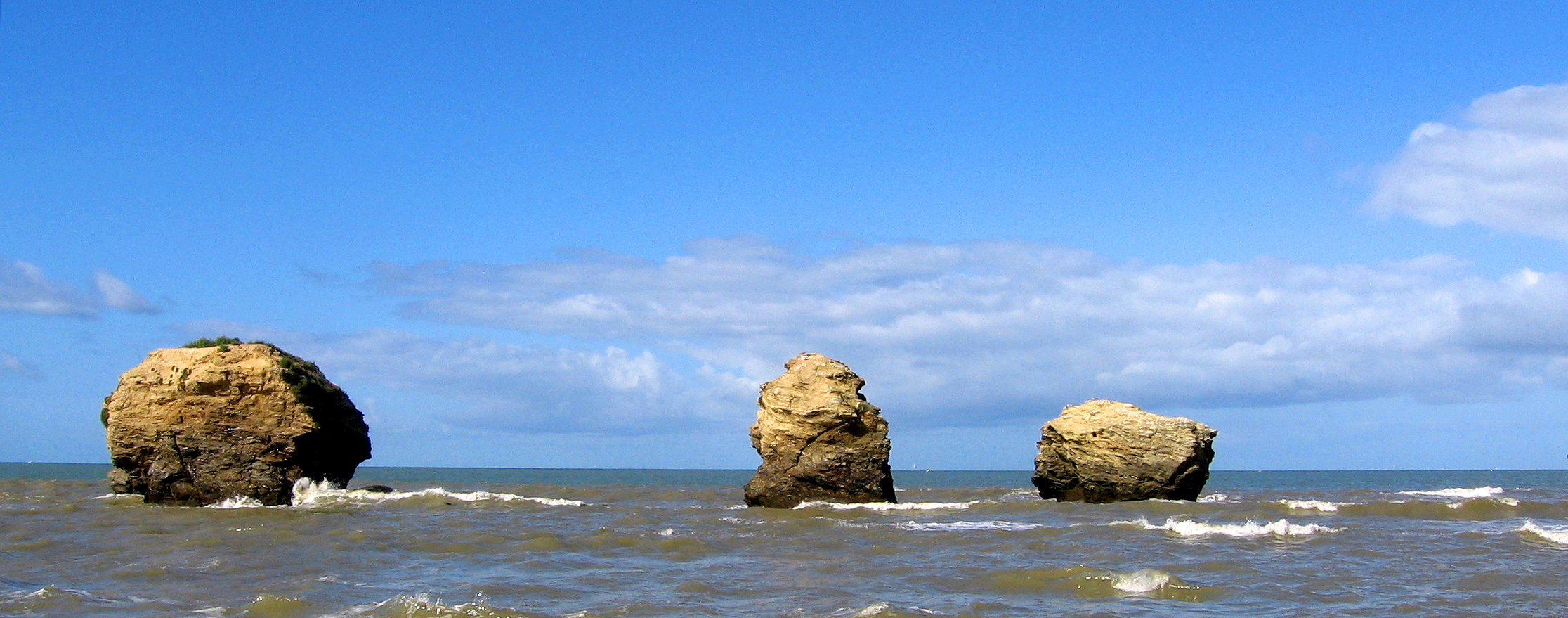

洋畔锡永（法語：Sion-sur-l'Océan，法語發音：[sjɔ̃ syʁ lɔseɑ̃]；20世纪30年代以前被称为滨海锡永 (Sion-sur-Mer)）是法国西部旺代省圣伊莱尔德里耶市的一个村庄和海滨度假胜地，位于大西洋沿岸，约岛前方。